# KuSG Leimen
Die Kultur- und Sportgemeinde Leimen (KuSG Leimen) ist ein Sportverein in Leimen (Rhein-Neckar-Kreis).

## Geschichte
Die KuSG entstand 1945 aus dem Zusammenschluss der vor dem Zweiten Weltkrieg selbständigen Einzelvereine Deutscher Turnverein 1887, Freie Turnerschaft 1907 und Deutsche Jugendkraft 1924. Im Herbst 1945 erlaubte die amerikanische Militärregierung die Neugründung eines Vereins in Leimen. Zum ersten Vorsitzenden wurde Peter Disegna gewählt. Bald zählte der Verein rund 900 Mitglieder, etwa zehn Abteilungen waren ihm angeschlossen. Nach der Währungsreform lösten sich die Abteilungen des Großvereins nach und nach wieder auf und die alten Vereine machten sich selbstständig. So entstand 1953 aus der Fußballabteilung der VfB Leimen.
Unter dem Namen KuSG verblieben die Sportarten Handball, Turnen und Leichtathletik mit rund 100 Mitgliedern. 1959 wurde mit der Basketballabteilung die heute erfolgreichste Sparte gegründet, deren Damen 1967 Deutscher Vizemeister wurden. 1974 folgte die Volleyball-, 1976 die Ski- und 1979 die Freizeitabteilung. 2004 wurde der Zirkus Domino gegründet.

## Ereignisse
- 1970: Ausrichtung des Handball-Europapokalspiels zwischen der SG Leutershausen und Union Linz
- 1975: Durchführung des 8. Nationalen Leichtathletiksportfestes
- 1983: Basketball-Länderspiel Deutschland gegen Holland
- 1985: Gaukindertreffen mit 1300 Teilnehmern
- 1992: Basketballabteilung erhält das grüne Band für vorbildliche Talentförderung durch den DSB

## Erfolge der Basketball-Abteilung
- 1967: Deutscher Vizemeister – Damenmannschaft
- 1971: Deutscher Meister – Männliche A-Jugend
- 1973: Deutscher Vizemeister – Damenmannschaft
- 1972: Deutscher Meister – Weibliche A-Jugend
- 1979: Deutscher Meister – Weibliche A-Jugend
- 1994: Deutscher Meister – Seniorinnen
- 1996: Deutscher Meister – Seniorinnen